# فرانك ادمون
فرانك ادمون (بالألمانية: Frank Edmond)‏ (23 ديسمبر 1968 بلايزنيغ في ألمانيا - ) هو لاعب كرة قدم ألماني (وحمل سابقاً جنسية ألمانيا الشرقية) في مركز الدفاع. شارك مع منتخب ألمانيا الشرقية تحت 20 سنة لكرة القدم ومنتخب ألمانيا الشرقية تحت 21 سنة لكرة القدم. أما مع النوادي، فقد لعب مع آينتراخت براونشفايغ ولوكوموتيف لايبزيغ.

## وصلات خارجية
- فرانك ادمون على موقع قاعدة بيانات كرة القدم.إي يو (الإنجليزية)
- فرانك ادمون على موقع بيانات كرة القدم. دي إي (الألمانية)
- فرانك ادمون على موقع عالم كرة القدم.نت (الإنجليزية)